# 江口镇 (礼县)
江口镇，原为江口乡，是中华人民共和国甘肃省陇南市礼县下辖的一个乡镇级行政单位。2018年3月撤乡设镇。区划代码改为621226117。

## 行政区划
江口镇下辖以下地区：
菜地村、王台村、茨坝村、新民村、江口村、崖底村、八房村、店门村、堎上村、长关村和谢家村。